# Trance (psicologia)

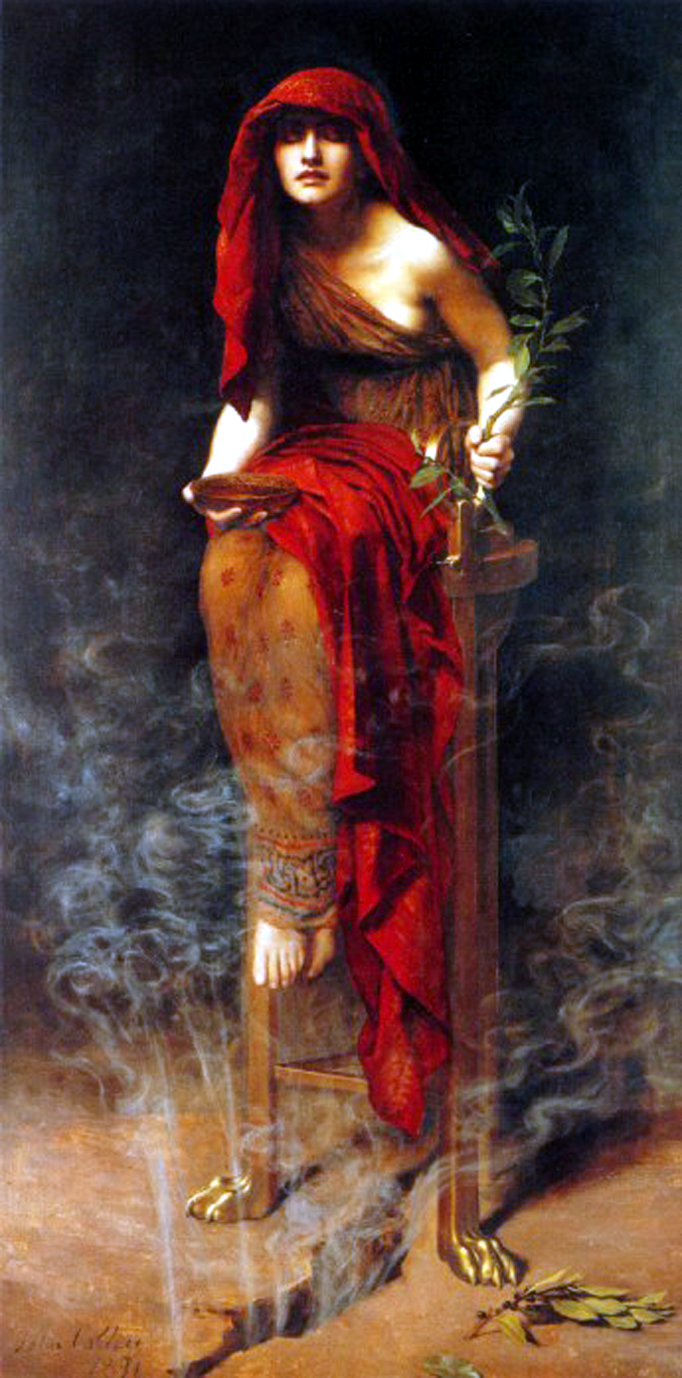
La Pizia era famosa per le sue trance divinatorie nell'antico mondo mediterraneo

La trance (termine inglese, in pronuncia italianizzata /ˈtrans/) è uno stato psicofisiologico caratterizzato da fenomeni quali insensibilità agli stimoli esterni, perdita o attenuazione della coscienza, dissociazione psichica, che può essere indotto mediante ipnosi o autoipnosi. Alcune persone – sensitivi, sciamani, medium eccetera – riuscirebbero ad ottenerlo spontaneamente. 
Nel linguaggio sportivo è d'uso comune la locuzione «trance agonistica», per indicare un momento nel quale tipicamente un atleta sente in misura minore la fatica e produce una prestazione al di sopra dei suoi livelli abituali.

## Caratteristiche
Si usa definire trance in senso figurato anche lo stato di esaltazione o estasi causato da stimoli esterni quali la musica e la danza; tali stimoli, tuttavia – da soli o associati ad altri – possono produrre la trance vera e propria e tutti i fenomeni pertinenti a tale stato. In diagnosi medica viene chiamato trance alcolica, lo stato di dissociazione mentale causato da abuso di alcolici o di farmaci diversi.
Distinguiamo nei fenomeni della trance i sintomi e i comportamenti. I principali sintomi della trance sono: tremito incontrollato, brividi, emotività incongrua, svenimento, disturbi dell'equilibrio, sonnolenza e letargia e ipersonnia, convulsioni, paralisi di uno o più arti, disturbi della sensibilità al calore o al dolore, agitazione motoria, ipercinesia, tic, respiro affannoso, fissità oculare.
Tra i comportamenti caratteristici si osserva l'emergenza di fenomeni psichici quali: agitazioni motorie consapevolmente o inconsapevolmente dipendenti da una volontà inconscia, eventuale perdita della memoria di circostanza, allucinazioni positive e negative, analgesia e controllo della circolazione (vasocostrizione e vasodilatazione).
Allo stato di trance vengono anche tradizionalmente associati fenomeni parapsicologici o mistici legati al sistema culturale del soggetto in alterazione di coscienza, alcuni esempi sono la xenoglossia, la comunicazione con entità divine o con gli antenati.
La ricerca individuale della trance può essere guidata dal desiderio di superamento di sé stessi, di una intensificazione di doti mentali e fisiche o dalla ricerca dell'estasi mistica. Nei primi tempi dell'era cristiana, un individuo in trance era detto «energumeno», poiché si riteneva fosse mosso da energie sovrannaturali, attribuite a seconda dei casi a divinità, spiriti o demoni. Nello stesso modo, in Francia nel XVII secolo venivano indicati i posseduti.
Sinteticamente, nella trance si riconoscono:
- alterazioni dello stato e del comportamento normali per l'individuo,
- alterazione delle abituali relazioni e delle percezioni della realtà,
- facoltà e doti realmente o immaginariamente modificate;
- agitazione incongrua,
- amnesia o ipermnesia.

## Trancee medianità
La trance viene considerata anche una tecnica utilizzata da alcuni medium per attivare le proprie facoltà extrasensoriali, facilitando così il contatto con le cosiddette, nel gergo dello spiritismo, "entità" dell'aldilà.